# Will Shields
Will Herthie Shields (Fort Riley, Kansas, 15 de septiembre de 1971), más conocido como Will Shields, es un exjugador profesional estadounidense de fútbol americano que se desempeñó en la posición de guard en la National Football League (NFL). Es miembro del Salón de la Fama del Fútbol Americano Profesional.

## Carrera
Shields jugó como profesional catorce temporadas en Kansas City Chiefs (1993-2006), equipo en el que se retiró.

## Reconocimiento
El 31 de enero de 2015, fue seleccionado para ser miembro del Salón de la Fama del Fútbol Americano Profesional.